# Leonid Andrejev (friidrottare)
Leonid Andrejev, född den 6 oktober 1983 i Tasjkent, är en uzbekisk friidrottare som tävlar i mångkamp och stavhopp.
Andrejev var som junior framgångsrik i mångkamp och vann guld vid junior-VM 2002 med en serie på 7 693 poäng. Som senior har han valt att tävla i stavhopp. Han deltog vid inomhus-VM 2008 där han inte klarade kvalet till finalen. Han deltog även vid Olympiska sommarspelen 2008 där han tog sig vidare till finalen. Väl där rev han ut sig på sin ingångshöjd 5,45 och slutade sist.

## Personliga rekord
- Stavhopp - 5,70 meter